# Marinemuseet

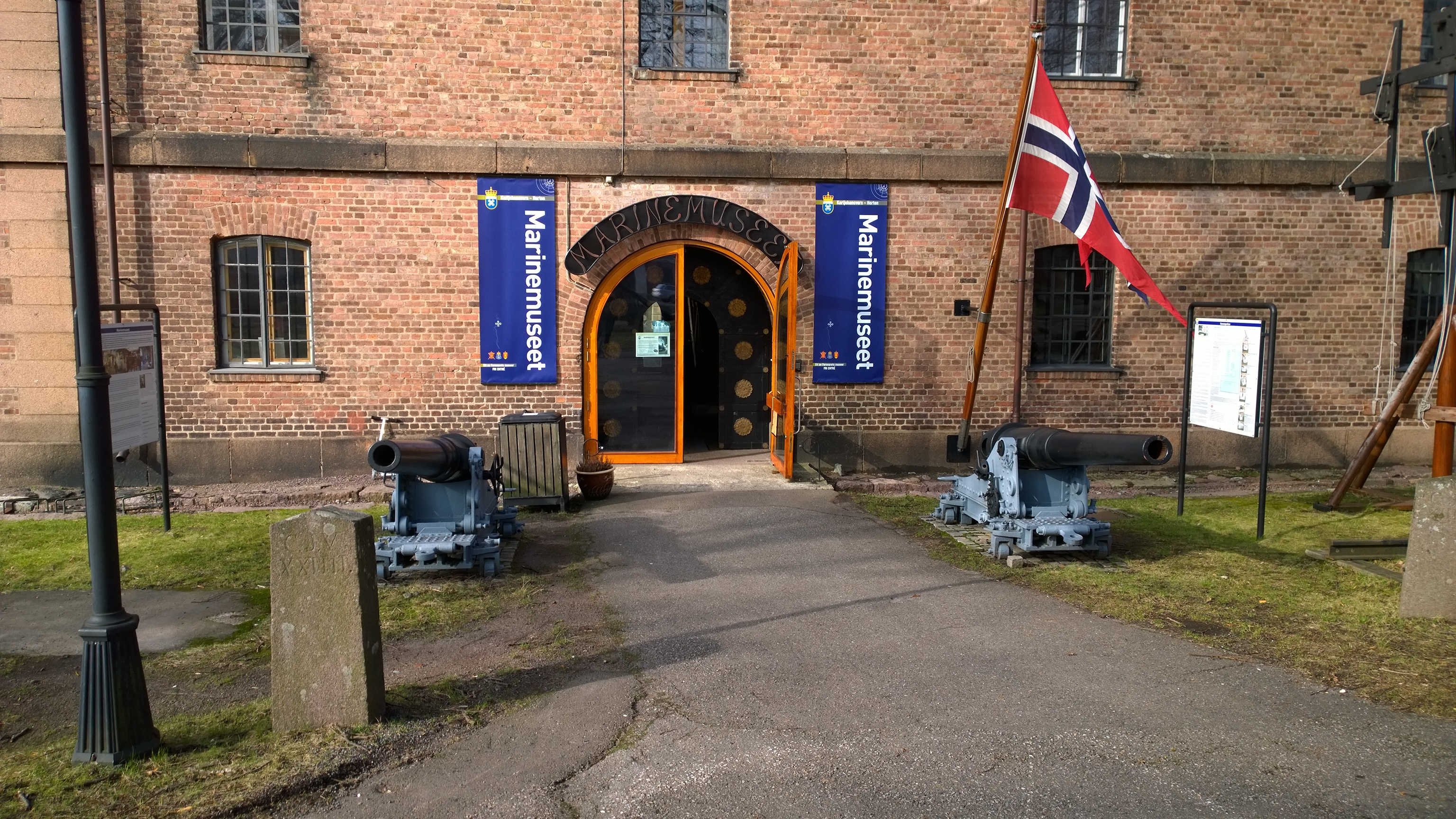
Eingang

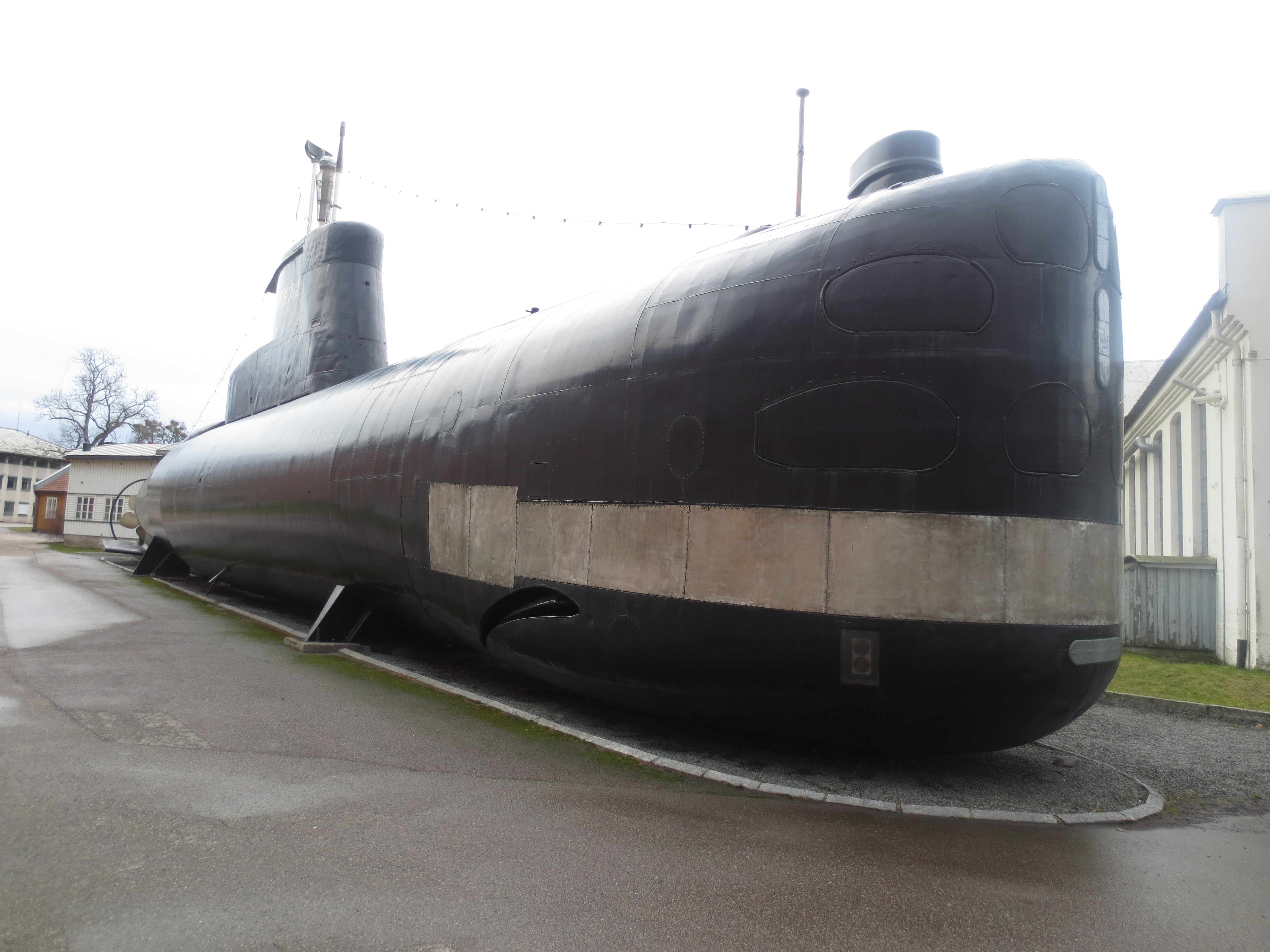
KNM Utstein S302

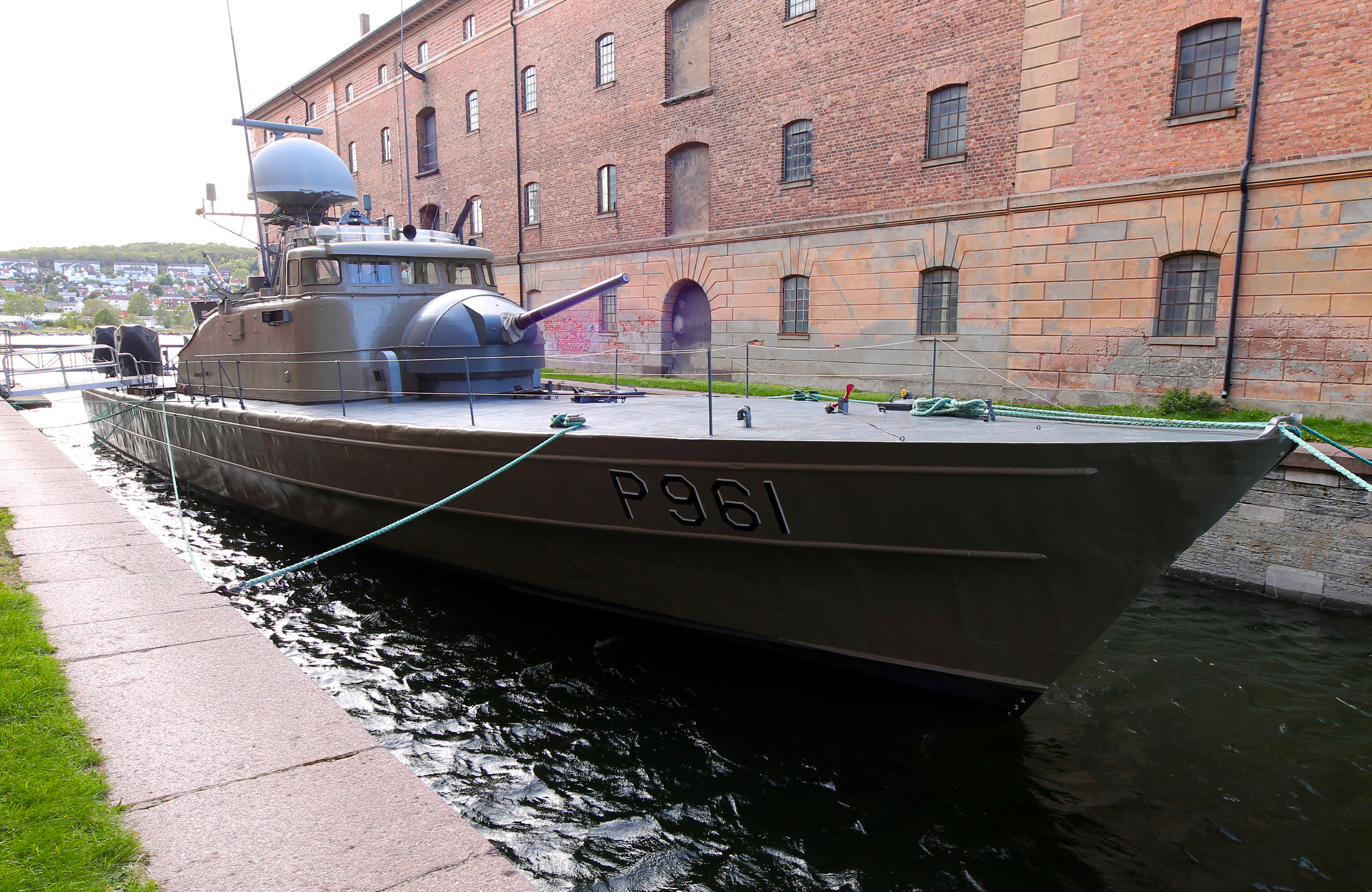
KNM Blink P961

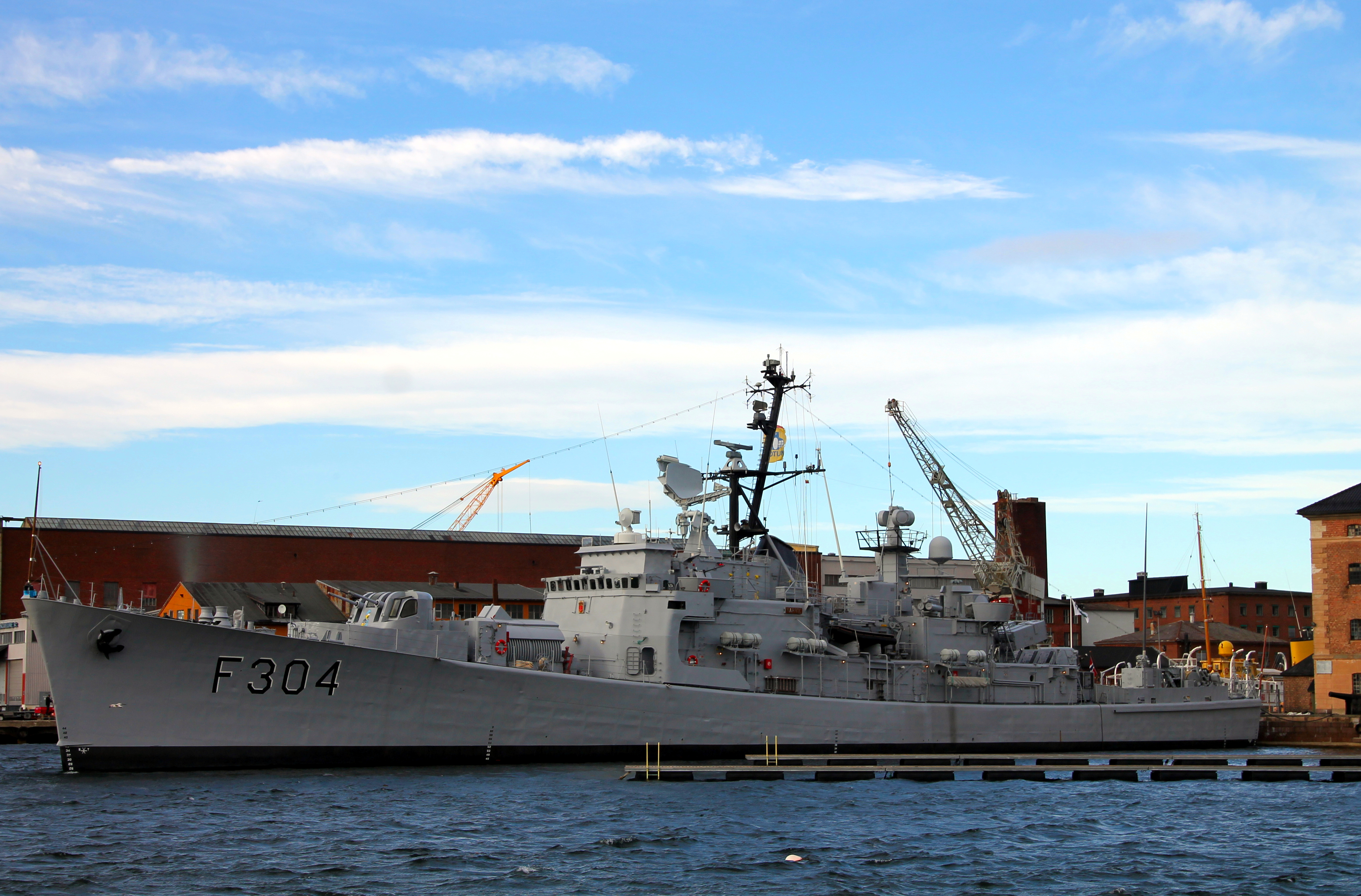
KNM Narvik F304

Das Marinemuseet ist ein Marinemuseum auf der Halbinsel Karljohansvern nördlich von Horten, Norwegen. Es wurde 1853 gegründet. Es gilt als das älteste Museum dieser Art auf der Welt.
Die Fregatte Narvik aus der Oslo-Klasse liegt hier als Museumsschiff am Kai. Aufgestellt wurde auch das ausgemusterte norwegische U-Boot Utstein aus der Klasse 207 in nicht modernisierter Version.